# Museo del mare (Piombino)
Il Museo del Mare e acquario Città di Piombino si trova in piazza Bovio a Piombino, dentro palazzo Appiani, ex residenza dei Signori di Piombino.

## Palazzo Appiani
Palazzo Appiani fu la prima residenza della famiglia Appiani. Databile alla metà del Trecento, detto anche "Palazzo Vecchio" o "Palazzo Vecchio di Piazza", la sua mole si erge sopra piazza Bovio e il porto antico di Piombino. Le segrete, perfettamente conservate, sono databili al XIII secolo. Nei saloni al piano terreno spesso si tengono mostre temporanee.
Dopo l'edificazione della nuova residenza degli Appiani, in Cittadella, avvenuta per volontà di Iacopo III nel 1465, il palazzo ebbe nei secoli svariati e disparati utilizzi: dalla proprietà della famiglia regnante alla cessione alla Comunità che vi realizzò, nel tempo, residenze per ospiti illustri, palazzo di giustizia e magazzini. È documentato che alla metà del XVII secolo, al piano terreno (presumibilmente nell'ala di destra), vi fosse un teatro.
Adiacente, lato attuale piazza Bovio, vi era una piccola chiesa trecentesca, intitolata ai santi Rocco e Sebastiano, che nei secoli, alternamente, ebbe annesso un piccolo spedale.
Nel 1809, la principessa Elisa Bonaparte Baciocchi, trasformò il palazzo e tutta l'attuale piazza Bovio, in bagno penale; la vecchia chiesa di San Rocco e San Sebastiano fu smantellata e ricostruita in più ampie dimensioni. Detto penitenziario rimase attivo per tutto il XIX secolo.
All'alba del Novecento, il palazzo e la piazza divennero di competenza comunale; nell'occasione furono intrapresi lavori di restauro, per la trasformazione del complesso in edificio scolastico (scuole comunali). 

## Il museo e l'acquario
Il Museo del Mare venne fondato nel 1985, grazie a un'iniziativa del Comune e dell'Istituto di Biologia ed Ecologia Marina di Piombino, che si collocò nell'ambito di un piano per il rilancio turistico della città. L'istituzione, che opera in stretta relazione con l'Istituto, si occupa di studiare e monitorare l'ambiente marino del Mediterraneo, grazie anche a un Centro Polivalente di Educazione Ambientale, dotato di sezione didattica e di ricerca. 

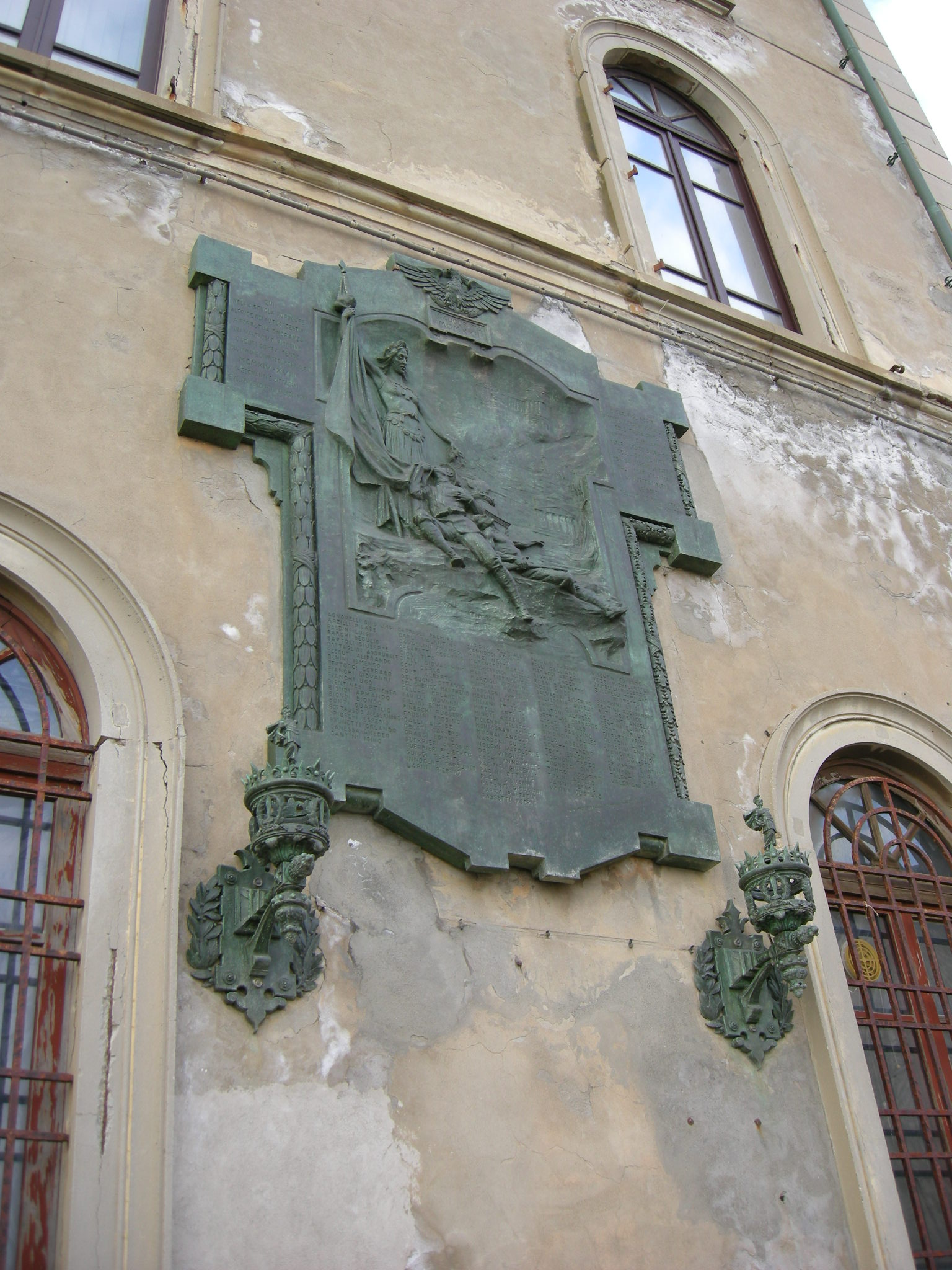
Targa bronzea sulla facciata

Tra le sofisticate strumentazioni per archiviare ed elaborare immagini, esiste l'impianto che permette la trasmissione di immagini in tempo reale dai laboratori di ricerca alla aule di proiezione.
Il centro è dotato anche di una biblioteca specializzata e di un acquario con quindici vasche, che sono collegate al mare tramite un sistema di pompaggio ed ospitano esemplari di fauna e flora mediterranea.
Nelle sale dell'acquario si trova inoltre un piccolo museo naturalistico, dove spicca la collezione malacologica, composta da conchiglie mediterranee, raccolte a partire dal 1980; alcune di queste sono così piccole da essere visibili solo con il microscopio binoculare.